# Johann David Heegewaldt
Johann David Heegewaldt (* 15. Juni 1773 in Berlin; † 16. April 1850 ebenda) war ein preußischer Beamter und Berliner Kommunalpolitiker. Für seine Verdienste um die Armenfürsorge in der Stadt wurde er zum Ehrenbürger von Berlin ernannt.

## Leben
Johann David Heegewaldt trat bereits mit 15 Jahren in den Staatsdienst ein, als er zum 4. Oktober 1788 in der Königlich-Preußischen Hauptstempelkammer angestellt wurde. Das war jene Behörde, der das Anbringen und die Kontrolle von Stempelzeichen auf Waren aller Art, insbesondere jedoch Papier, zum Nachweis der Versteuerung oblag. Sein Chef war Oberfinanzrat Johann August von Beyer, dessen Vertrauen er bald gewinnen konnte. Beyer gab dem Zwanzigjährigen 1793 den Auftrag, in leitender Funktion das Stempelwesen in der neu geschaffenen Provinz Südpreußen zu organisieren und zu überwachen. Die gleiche Aufgabe wies man ihm 1803 für jene Gebiete Westfalens zu, die infolge des Reichsdeputationshauptschlusses an Preußen gefallen waren. Seine dortigen Bemühungen kamen zu einem vorzeitigen Ende, als Napoleons Truppen 1806 die preußischen Gebiete im Westen besetzten.
Die von ihm wiederholt unter Beweis gestellten organisatorischen Fähigkeiten und seine große Sachkenntnis in finanziellen Belangen führten dazu, dass Heegewaldt 1809, mit 36 Jahren, das gesamte ständische Kassenwesen der Mark Brandenburg unterstellt wurde. 1818 erfolgte seine Ernennung zum Hofrat. 1822 wurde er Zweiter Rendant (Rechnungsführer) der preußischen Staats-Schulden-Tilgungs-Kasse.
Eine Folge der im Zuge der preußischen Reformen 1808 erlassenen neuen Städteordnung war, dass die Sorge um Arme und sonstige Hilfsbedürftige nun den Kommunen zufallen sollte, während zuvor das Königliche Armendirektorium zuständig gewesen war. In Berlin erwies sich die Übergabe der Verantwortung an eine städtische Armendirektion als langwieriger Prozess, der erst zu Beginn des Jahres 1820 abgeschlossen war. In den folgenden Jahren erwarb sich Heegewaldt große Verdienste bei der Organisation des Armenwesens in der Stadt. Er war Mitglied der Armendirektion und ab 1821 auch Vorsteher einer der ersten Armenkommissionen auf Bezirksebene, die unter anderem die medizinische und schulische Versorgung der ärmeren Einwohner organisierten. Im Jahr 1828 veröffentlichte er eine Schrift über die Armenfürsorge, die so positiv aufgenommen worden sein soll, dass die diesbezüglichen Spenden stark anwuchsen.

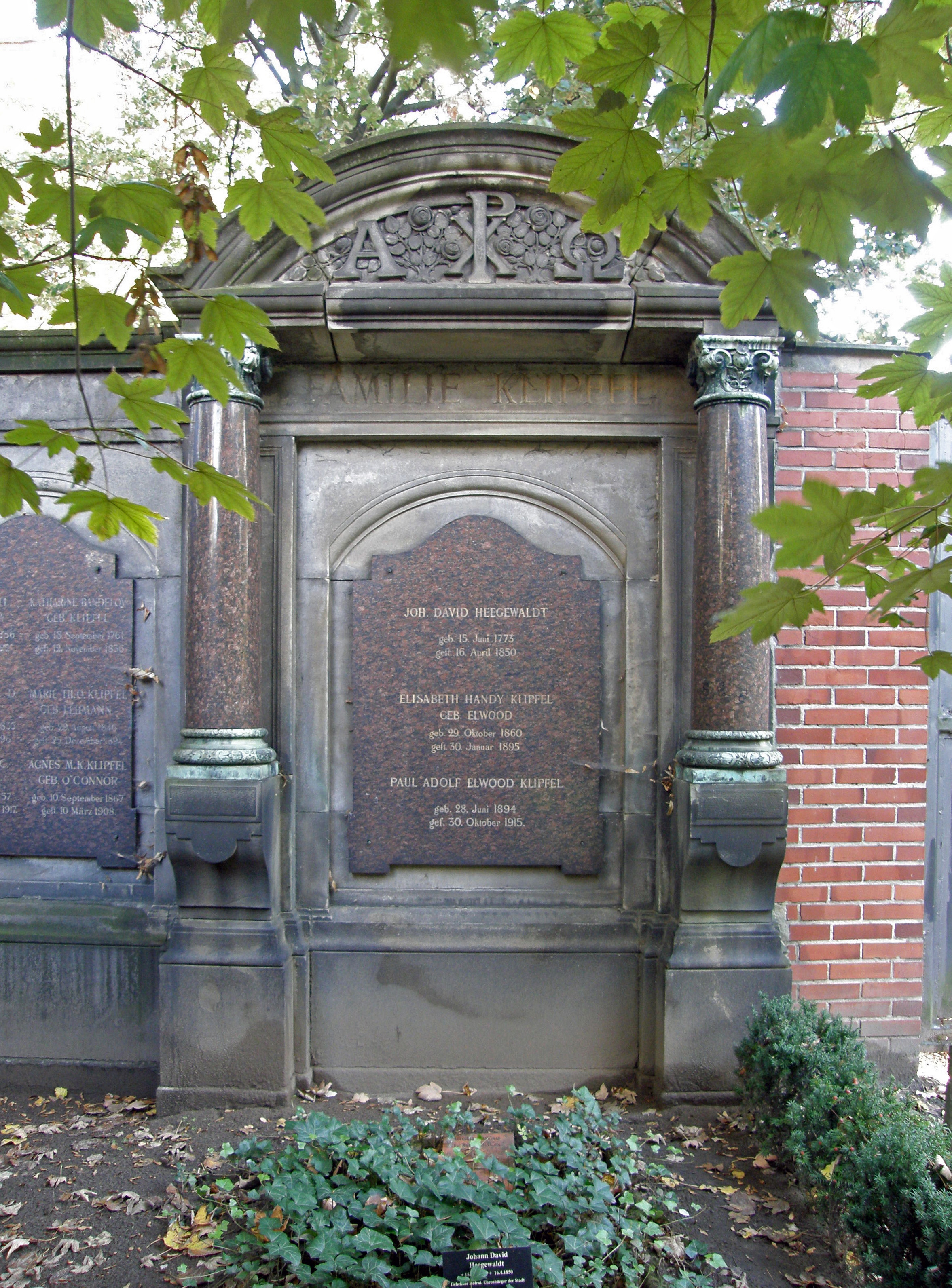
Ehrengrab von Johann David Heegewaldt in Berlin-Kreuzberg

Ab 1832 war Heegewaldt Erster Rendant der Staats-Schulden-Tilgungs-Kasse und trug nun den Titel „Geheimer Hofrat“. Er schied erst 1843 – mit 70 Jahren – aus dem Staatsdienst aus. Aufgrund seines langjährigen Wirkens in der kommunalen Armenfürsorge erfolgte am 6. Januar 1844 seine Ernennung zum 23. Ehrenbürger von Berlin.
Ab 1826 fungierte Heegewaldt als einer der 19 Direktoren der Preußischen Hauptbibelgesellschaft. Zudem war er Mitglied der Berliner Freimaurerloge „Zum Goldenen Schiff“.
Johann David Heegewaldt starb 1850 im Alter von 76 Jahren in Berlin. Beigesetzt wurde er im großen Erbbegräbnis der Familien Heegewaldt-Klipfel auf dem Dreifaltigkeitsfriedhof I vor dem Halleschen Tor. Die Wandgrabanlage liegt in der südöstlichen Ecke des Friedhofs. Der Bereich links neben dem ehemaligen Friedhofseingang an der Baruther Straße, wo sich die Inschriftentafel von Heegewaldt findet, ist als der Grabwand vorgestellte Säulen-Ädikula gestaltet. Die letzte Ruhestätte von Johann David Heegewaldt (Grablage DV2-UA-1/4) ist als Ehrengrab des Landes Berlin gewidmet. Da Heegewaldt Ehrenbürger von Berlin war, ist die Widmung – im Unterschied zur Mehrzahl der Berliner Ehrengräber – zeitlich nicht befristet.